# Friedrich Wilhelm Schnitzler
Friedrich Wilhelm Schnitzler (Ohnastetten, 16 dicembre 1928 – Ohnastetten, 15 luglio 2011) è stato un politico tedesco.
È stato politico dell'Unione Cristiano Democratica (CDU).